# Seedeq
Les Seedeqs ou Seediqs (chinois traditionnel : 賽德克族 ; pinyin : sàidékè zú), également appelés taroko, sont l’un peuples aborigènes de Taïwan officiellement reconnus par Taïwan. Ils parlent des langues du sous-groupe formosan, notamment le seediq. 

## Ethnographie
En 2019, ils sont près de 10 000 individus. Ils sont principalement situés autour de Hualien, sur la côte Est de Taïwan et vivaient dans ce qu'est devenu le parc national de Taroko.

## Histoire
Les Seediq vivaient dans les montagnes de Wushe avant la colonisation japonaise de l'île de Formose en 1895. En 1930, ils se révoltent et tuent environ 130 Japonais. La répression est sévère mais les Seediq résistent.

## Dans la culture populaire
Une série de films historiques, Seediq Bale, a été réalisée par Wei Te-Sheng sur l'histoire de ce peuple,.